# USL Championship 2024
La USL Championship 2024 è stata la quattordicesima edizione della seconda divisione del campionato statunitense di calcio. È stata vinta dai Colorado Springs Switchbacks in finale per 3 - 0 sul Rhode Island FC.
In questa stagione, rispetto alla scorsa, hanno abbandonato i club Rio Grande Valley e San Diego Loyal, entrambi sciolti. Vengono invece spostati nella Western Conference Memphis 901 e FC Tulsa, che fanno spazio nella Eastern Conference alle new entry Rhode Island FC e North Carolina FC.

## Formula
Come la scorse stagioni le squadre sono suddivise in due Conference, la Eastern e la Western e ogni club si affronta due volte, una volta in casa e una fuori, ogni altro club appartenente alla propria conference. 
Le prime 8 classificate di ogni conference parteciperanno ai playoffs, con la vincente di ogni conference che salterà il primo turno accedendo direttamente al secondo.

## Squadre partecipanti
| Club                         | Città            | Stato             | Girone  | Stadio                                         | Capienza | Anno |
| ---------------------------- | ---------------- | ----------------- | ------- | ---------------------------------------------- | -------- | ---- |
| Birmingham Legion            | Birmingham       | Alabama           | Eastern | Protective Stadium                             | 47.100   | 2019 |
| Charleston Battery           | Charleston       | Carolina del Sud  | Eastern | Patriots Point Soccer Complex (Mount Pleasant) | 3.900    | 2011 |
| Colorado Springs Switchbacks | Colorado Springs | Colorado          | Western | Weidner Field                                  | 8.000    | 2015 |
| Detroit City                 | Detroit          | Michigan          | Eastern | Keyworth Stadium (Hamtramck)                   | 7.933    | 2022 |
| El Paso Locomotive           | El Paso          | Texas             | Western | Southwest University Park                      | 9.500    | 2019 |
| Hartford Athletic            | Hartford         | Connecticut       | Eastern | Dillon Stadium                                 | 5.500    | 2019 |
| Indy Eleven                  | Indianapolis     | Indiana           | Eastern | Michael A. Carroll Track & Soccer Stadium      | 12.000   | 2018 |
| Las Vegas Lights             | Las Vegas        | Nevada            | Western | Cashman Field                                  | 9.334    | 2018 |
| Loudoun Utd                  | Leesburg         | Virginia          | Eastern | Segra Field                                    | 5.000    | 2019 |
| Louisville City              | Louisville       | Kentucky          | Eastern | Lynn Family Stadium                            | 15.304   | 2015 |
| Memphis 901                  | Memphis          | Tennessee         | Western | AutoZone Park                                  | 10.000   | 2019 |
| Miami FC                     | Miami            | Florida           | Eastern | Riccardo Silva Stadium                         | 20.000   | 2020 |
| Monterey Bay                 | Monterey         | California        | Western | Cardinale Stadium (Seaside)                    | 6.000    | 2022 |
| New Mexico Utd               | Albuquerque      | Nuovo Messico     | Western | Rio Grande Credit Union Field at Isotopes Park | 13.500   | 2019 |
| North Carolina FC            | Cary             | Carolina del Nord | Eastern | WakeMed Soccer Park                            | 10.000   | 2024 |
| Oakland Roots                | Oakland          | California        | Western | Laney College Football Stadium                 | 5.500    | 2021 |
| Orange County                | Irvine           | California        | Western | Championship Soccer Stadium                    | 5.000    | 2011 |
| Phoenix Rising               | Phoenix          | Arizona           | Western | Phoenix Rising Soccer Stadium                  | 10.000   | 2014 |
| Pittsburgh Riverhounds       | Pittsburgh       | Pennsylvania      | Eastern | Highmark Stadium                               | 5.000    | 2011 |
| Rhode Island FC              | Pawtucket        | Rhode Island      | Eastern | Centreville Bank Stadium                       | 10.500   | 2024 |
| Sacramento Republic          | Sacramento       | California        | Western | Heart Health Park                              | 11.569   | 2014 |
| San Antonio FC               | San Antonio      | Texas             | Western | Toyota Field                                   | 8.296    | 2016 |
| Tampa Bay Rowdies            | Tampa            | Florida           | Eastern | Al Lang Stadium (St. Petersburg)               | 7.227    | 2017 |
| FC Tulsa                     | Tulsa            | Oklahoma          | Western | ONEOK Field                                    | 7.833    | 2015 |

## Classifiche regular season

### East Conference
|  | Pos. | Squadra                | Pt | G  | V  | N  | P  | GF | GS | DR  |
|  | ---- | ---------------------- | -- | -- | -- | -- | -- | -- | -- | --- |
|  | 1.   | Louisville City        | 76 | 34 | 24 | 4  | 6  | 86 | 43 | +43 |
|  | 2.   | Charleston Battery     | 64 | 34 | 18 | 10 | 6  | 68 | 35 | +33 |
|  | 3.   | Detroit City           | 56 | 34 | 15 | 11 | 8  | 46 | 32 | +14 |
|  | 4.   | Indy Eleven            | 51 | 34 | 14 | 9  | 11 | 49 | 50 | -1  |
|  | 5.   | Rhode Island FC        | 51 | 34 | 12 | 15 | 7  | 56 | 41 | +15 |
|  | 6.   | Tampa Bay Rowdies      | 50 | 34 | 14 | 8  | 12 | 55 | 46 | +9  |
|  | 7.   | Pittsburgh Riverhounds | 48 | 34 | 12 | 12 | 10 | 41 | 28 | +13 |
|  | 8.   | North Carolina FC      | 48 | 34 | 13 | 9  | 12 | 54 | 43 | +11 |
|  | 9.   | Birmingham Legion      | 45 | 34 | 13 | 6  | 15 | 44 | 51 | -7  |
|  | 10.  | Hartford Athletic      | 44 | 34 | 12 | 8  | 14 | 39 | 52 | -13 |
|  | 11.  | Loudoun Utd            | 42 | 34 | 11 | 9  | 14 | 44 | 39 | +5  |
|  | 12.  | Miami FC               | 11 | 34 | 3  | 2  | 29 | 26 | 89 | -63 |

Legenda:
      Ammesse ai quarti di finale di Conference.
Note:
Tre punti per la vittoria, uno per il pareggio, zero per la sconfitta.

### West Conference
|  | Pos. | Squadra                      | Pt | G  | V  | N  | P  | GF | GS | DR  |
|  | ---- | ---------------------------- | -- | -- | -- | -- | -- | -- | -- | --- |
|  | 1.   | New Mexico Utd               | 59 | 34 | 18 | 5  | 11 | 46 | 44 | +2  |
|  | 2.   | Colorado Springs Switchbacks | 52 | 34 | 15 | 7  | 12 | 48 | 40 | +8  |
|  | 3.   | Memphis 901                  | 51 | 34 | 14 | 9  | 11 | 52 | 41 | +11 |
|  | 4.   | Las Vegas Lights             | 50 | 34 | 13 | 11 | 10 | 49 | 46 | +3  |
|  | 5.   | Sacramento Republic          | 49 | 34 | 13 | 10 | 11 | 46 | 34 | +12 |
|  | 6.   | Orange County                | 46 | 34 | 13 | 7  | 14 | 38 | 45 | -7  |
|  | 7.   | Oakland Roots                | 44 | 34 | 13 | 5  | 16 | 37 | 57 | -20 |
|  | 8.   | Phoenix Rising               | 42 | 34 | 11 | 9  | 14 | 33 | 39 | -6  |
|  | 9.   | San Antonio FC               | 39 | 34 | 10 | 9  | 15 | 36 | 49 | -13 |
|  | 10.  | FC Tulsa                     | 38 | 34 | 9  | 11 | 14 | 33 | 48 | -15 |
|  | 11.  | Monterey Bay                 | 34 | 34 | 8  | 10 | 16 | 29 | 44 | -15 |
|  | 12.  | El Paso Locomotive           | 32 | 34 | 8  | 8  | 18 | 27 | 46 | -19 |

Legenda:
      Ammesse ai quarti di finale di Conference.
Note:
Tre punti per la vittoria, uno per il pareggio, zero per la sconfitta.

## Play-off

### Quarti di Finale di Conference
| Squadra 1                         | Risultato                | Squadra 2              |
| --------------------------------- | ------------------------ | ---------------------- |
| West Conference - 1 novembre 2024 |                          |                        |
| Las Vegas Lights                  | 0 - 0 d.t.s (3-2 d.c.r.) | Sacramento Republic    |
| West Conference - 2 novembre 2024 |                          |                        |
| Memphis 901                       | 0 - 1 d.t.s              | Orange County          |
| Colorado Springs Switchbacks      | 2 - 0                    | Oakland Roots          |
| East Conference - 2 novembre 2024 |                          |                        |
| Charleston Battery                | 1 - 0                    | Pittsburgh Riverhounds |
| Detroit City                      | 1 - 1 d.t.s (1-3 d.c.r.) | Tampa Bay Rowdies      |
| Louisville City                   | 3 - 2                    | North Carolina FC      |
| East Conference - 3 novembre 2024 |                          |                        |
| Indy Eleven                       | 2 - 3                    | Rhode Island FC        |
| West Conference - 3 novembre 2024 |                          |                        |
| New Mexico Utd                    | 2 - 1 d.t.s              | Orange County          |

### Semifinali di Conference
| Squadra 1                          | Risultato   | Squadra 2         |
| ---------------------------------- | ----------- | ----------------- |
| East Conference - 9 novembre 2024  |             |                   |
| Louisville City                    | 0 - 3       | Rhode Island FC   |
| West Conference - 9 novembre 2024  |             |                   |
| New Mexico Utd                     | 0 - 1       | Las Vegas Lights  |
| East Conference - 10 novembre 2024 |             |                   |
| Charleston Battery                 | 2 - 1       | Tampa Bay Rowdies |
| West Conference - 10 novembre 2024 |             |                   |
| Colorado Springs Switchbacks       | 2 - 1 d.t.s | Orange County     |

### Finali di Conference
| Squadra 1                          | Risultato | Squadra 2        |
| ---------------------------------- | --------- | ---------------- |
| East Conference - 16 novembre 2024 |           |                  |
| Charleston Battery                 | 1 - 2     | Rhode Island FC  |
| West Conference - 16 novembre 2024 |           |                  |
| Colorado Springs Switchbacks       | 1 - 0     | Las Vegas Lights |

### Finale
| Arbitro: | Ricardo Fierro |

| |            | |
| Markanich 36’ | Marcatori  | |
| · Herrera · Rocha · Real · 14’ Mahoney · 41’ Pierre · Williams · 45+2’ Hanya · 77’ Tejada · 77’ Zandi · 66’ Henríquez · Damus · 41’ Lacroix · 45+2’ Huerman · 66’ Echeverria · 77’ Magee · 77’ Dhillon | Formazioni | · Koke Vegas · Nodarse · Fuson · Duggan · Yao 72’ · Stoneman 45’ · Holstad 62’ · Ybarra 45’ · Herivaux 87’ · Williams · Dikwa 62’ · Panayotou 45’ · Kwizera 45’ · Shapiro-Thompson 62’ · Doyle 62’ · Twumasi 72’ · Brito 87’ |
| James Chambers | Allenatori | Khano Smith |